# IC 3437
IC 3437 ist eine elliptische Zwerggalaxie vom Hubble-Typ dE im Sternbild Jungfrau am Nordsternhimmel. Sie ist schätzungsweise 75 Millionen Lichtjahre von der Milchstraße entfernt.
Das Objekt wurde am 10. Mai 1904 von Royal Harwood Frost entdeckt.